# Aïllacionisme

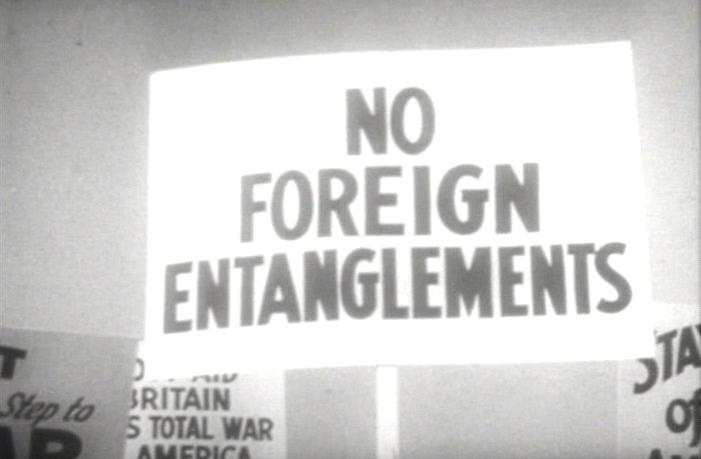
Cartell de protesta aïllacionista que diu "No foreign entanglements" (en català: "Sense relació amb l'estranger").

L aïllacionisme és una doctrina practicada per Estats Units durant gran part de la seva història amb l'objectiu de no intervenir en assumptes externs que no comportessin una amenaça real per al seu país.
Les Tretze Colònies que es convertirien en Estats Units no sabien què era l'aïllacionisme: la major part de colons no sabien de cap altra vida a part de l'existent en l'Europa nacionalista i de bon grat van acceptar tant la protecció com les complicacions de ser una colònia britànica. Thomas Paine és generalment reconegut com l'inculcador de les primeres idees aïllacionistes en els ambients diplomàtics nord-americans. La seva obra Common Sense (Sentit comú) conté molts arguments a favor d'evitar aliances. Aquestes idees introduïdes per Paine van esdevenir tan rellevants que el Congrés va lluitar contra la formació d'una aliança amb França i només va acordar forjar-la quan fos evident que la guerra de la independència no pogués ser guanyada de cap altra manera.
El discurs de comiat de George Washington posa un to aïllacionista que no s'esvairia: "La nostra gran regla pel que fa a les nacions estrangeres està en l'ampliació de les nostres relacions comercials, per tenir amb elles tan poca connexió política com sigui possible. Europa té uns interessos prioritaris, dels quals nosaltres no en compartim cap, o molt pocs. Els europeus estan sumits en controvèrsies freqüents, les causes de les quals són essencialment alienes a les nostres preocupacions. Per tant, és una imprudència per a nosaltres implicar-nos-hi de forma artificial en els secrets de la seva política, o en les aliances i les ruptures entre ells".
El president Thomas Jefferson va reafirmar l'aïllacionisme ardent del jove país en el seu discurs d'inauguració: "pau, comerç, i amistat honesta amb totes les nacions, sense forjar aliances amb cap".
La idea aïllacionista encara estava present en 1823 quan el president James Monroe va articular el que seria conegut com la Doctrina Monroe: "En les guerres entre europeus, en assumptes que només els afecten a ells, mai hem participat, perquè no correspon a la nostra política. Només quan els nostres drets es vegin danyats, o seriosament amenaçats, serà quan ens resesntirem de les nostres ferides i farem els preparatius per a la nostra defensa".
Els Estats Units van aconseguir mantenir un estat d'aïllament polític al llarg del segle xix i la primera part del xx. Poques nacions han estat capaces de mantenir aquesta postura durant un període tan llarg de temps. Els historiadors argumenten que en gran part és per causa de motius geogràfics, donada la distància física entre Europa i els EUA.
El principi del segle XX va comportar problemes sobrevinguts a Europa i el Pacífic, i això acabaria en gran part amb els sentiments aïllacionistes dels Estats Units. L'annexió de les illes Filipines durant la guerra hispanoamericana de 1898 va desplaçar els interessos nord-americans cap a l'oceà Pacífic occidental, a les portes del Japó. EUA no va saber percebre les amenaces contra la seva posició de neutralitat. Això va provocar la guerra submarina d'Alemanya durant la Primera Guerra Mundial, l'objectiu de la qual era evitar l'arribada de subministraments cap a l'Imperi Britànic. Quan la guerra va acabar, EUA va oblidar les seves noves aliances; tant el Tractat de Versalles com la Societat de Nacions van trobar poc suport del Congrés.
El període d'entreguerres va provocar un ressorgiment de l'aïllacionisme als Estats Units. Després que la guerra esclatés a Europa, nord-americans com Charles Lindbergh, Gerald P. Nye i Rush D. Holt advocar per l'aïllacionisme nord-americà.
L'eficaç atac del Japó sobre Pearl Harbor a 1941 va trencar qualsevol esperança dels EUA de mantenir l'aïllacionisme; de fet això va fer entrar immediatament als EUA en la Segona Guerra Mundial. Aquesta vegada les aliances no s'evaporarien amb la victòria aliada: al contrari, la Guerra Freda les faria més desitjables que mai. Avui, EUA està molt lluny de l'aïllacionisme. Gràcies a Nacions Unides, avui manté acords defensius amb quaranta-quatre estats sobirans.
Actualment, molta gent als EUA demana tornar a una política exterior aïllacionista. Això inclou a progressistes com Ralph Nader, conservadors com Pat Buchanan, i llibertaris com Justin Raimondo.